# Akihiro Tabata
Akihiro Tabata (jap. 田畑 昭宏, Tabata Akihiro; * 15. Mai 1978 in der Präfektur Saitama) ist ein ehemaliger japanischer Fußballspieler.

## Karriere
Tabata erlernte das Fußballspielen in der Schulmannschaft der Seibudai High School. Seinen ersten Vertrag unterschrieb er 1997 bei Urawa Reds. Der Verein spielte in der höchsten Liga des Landes, der J1 League. Am Ende der Saison 1999 stieg der Verein in die J2 League ab. 2000 wurde er mit dem Verein Vizemeister der J2 League und stieg in die J1 League auf. Für den Verein absolvierte er 24 Erstligaspiele. Im Juni 2001 wechselte er zum Ligakonkurrenten JEF United Ichihara. Für den Verein absolvierte er acht Erstligaspiele. 2003 wechselte er zum Zweitligisten Consadole Sapporo. Für den Verein absolvierte er 77 Spiele. Ende 2005 beendete er seine Karriere als Fußballspieler.